# Luigi Bianchi
Luigi Bianchi   (Parma, 18 de gener de 1856 - Pisa, 6 de juny de 1928) fou un matemàtic italià.
Va estudiar a la Universitat de Pisa i fou director de la Scuola Normale Superiore de Pisa (1896).
Va treballar en teoria de nombres i en geometria de superfícies, i va estudiar el problema de Plateau. L'any 1902, Bianchi va descriure el que avui es coneix com les identitats de Bianchi de la geometria riemanniana.
Bianchi va realitzar també la classificació dels espais homogenis en tres dimensions. Aquesta classificació és anomenada en honor seu com la classificació de Bianchi.
Les seves obres bàsiques són Lezioni di geometria differenziale (1826) i Lezione sulla teoria dei numeri algebrici (1923).